# Онсы
Онсы — река в России, течёт по территории Удорского района Республики Коми. Левый приток реки Вашка.
Длина реки составляет 26 км.
Вытекает из болота Онсынюр. Течёт по лесной болотистой местности.

## Данные водного реестра
По данным государственного водного реестра России относится к Двинско-Печорскому бассейновому округу, водохозяйственный участок реки — Мезень от истока до водомерного поста у деревни Малонисогорская. Речной бассейн реки — Мезень.
Код объекта в государственном водном реестре — 03030000112103000046873.